# Jacob Cardinaal
Jacob Cardinaal   (Groningen, 15 d'octubre de 1848 - la Haia, 9 de febrer de 1922) va ser un matemàtic neerlandès.

## Vida i Obra
Cardinaal era fill de l'advocat i cap de policia Cornelis Cardinaal. Nascut a Groningen el 1848, va estudiar a la llavors escola Politècnica de Delft (des de 1904: Universitat Tècnica de Delft). Successivament va ser professor a l'Acadèmia de les Arts Visuals i les Ciències Tècniques de Rotterdam, a la Rijks Hoogere Burgerschool Willem II i a la Burgernachtschool de Tilburg entre 1874 i 1893, abans de ser nomenat professor de la Universitat Tècnica de Delft on va romandre la resta de la seva vida.
El professor Cardinal va ser un reformador de l'ensenyament matemàtic a la universitat de Delft i va ser el representant neerlandès a la Comissió Internacional per a l'Ensenyament de les Matemàtiques (ICMI). Va ser un expert en geometria descriptiva i cinemàtica.
Va escriure, entre d'altres, el llibre de text Kinematika publicat el 1914 per Waltman a Delft.